# Маєн-Кобленц (район)
Маєн-Кобленц (нім. Mayen-Koblenz) — район у Німеччині, у складі федеральної землі Рейнланд-Пфальц. Центр району — місто Кобленц, яке адміністративно до його складу не входить, адже є вільним містом (містом земельного підпорядкування).

## Населення
Населення району становить 214 786 осіб (станом на 31 грудня 2020).

## Адміністративний поділ
Район складається з 84 міст і громад (нім. Gemeinden), об'єднаних в 7 об'єднань громад (нім. Verbandsgemeinden), а також трьох самостійних міст, що не входять до складу об'єднань громад.
Дані про населення наведені станом на 31 грудня 2020. Зірочками (*) позначені центри об'єднань громад.
Самостійні міста:
| - 1. Андернах (30132) - 2. Бендорф (16893) - 3. Маєн (19284) |

Об'єднання громад:
| - 1. Майфельд 1. Айніг (145) 2. Гаппенах (318) 3. Герінг (422) 4. Гіршнах (270) 5. Кальт (454) 6. Кербен (480) 7. Колліг (589) 8. Лонніг (1248) 9. Мертлох (1379) 10. Мюнстермайфельд (місто) (3445) 11. Наунгайм (457) 12. Охтендунг (5497) 13. Пілліг (459) 14. Польх (місто) * (6866) 15. Рюбер (894) 16. Трімбс (612) 17. Веллінг (932) 18. Віршем (328) - 2. Мендіг 1. Бель (1329) 2. Мендіг (місто) * (8932) 3. Ріден (1168) 4. Тюр (1491) 5. Фолькесфельд (559) | - 3. Пелленц (Центр громади: Андернах) 1. Крец (710) 2. Круфт (4308) 3. Ніккеніх (3627) 4. Плайдт (5813) 5. Заффіг (2167) - 4. Райн-Мозель 1. Алькен (662) 2. Брай (1446) 3. Броденбах (635) 4. Бурген (751) 5. Дібліх (2609) 6. Гатценпорт (597) 7. Коберн-Гондорф * (3120) 8. Лемен (1336) 9. Леф (1456) 10. Маккен (343) 11. Нідерфель (976) 12. Нертерсгаузен (1146) 13. Оберфель (1108) 14. Ренс (місто) (2982) 15. Шпай (1897) 16. Вальдеш (2229) 17. Віннінген (2441) 18. Волькен (1055) - 5. Фаллендар 1. Нідерверт (1274) 2. Урбар (3189) 3. Фаллендар (місто) * (8764) 4. Вайтерсбург (2492) | - 6. Фордерайфель (Центр громади: Маєн) 1. Ахт (77) 2. Аншау (276) 3. Арфт (248) 4. Баар (730) 5. Бермель (351) 6. Бос (602) 7. Дітшейд (260) 8. Еттрінген (2722) 9. Гаустен (376) 10. Герресбах (497) 11. Гіртен (248) 12. Керіг (1229) 13. Кірхвальд (954) 14. Коттенгайм (2588) 15. Лангенфельд (652) 16. Лангшейд (89) 17. Лінд (51) 18. Луксем (310) 19. Монреаль (757) 20. Мюнк (243) 21. Нахтсгайм (558) 22. Ройдельштерц (381) 23. Занкт-Йоганн (913) 24. Зібенбах (203) 25. Фірнебург (387) 26. Вайлер (485) 27. Вельшенбах (46) - 7. Вайсентурм 1. Бассенгайм (2861) 2. Кальтененгерс (2156) 3. Кеттіг (3356) 4. Мюльгайм-Керліх (місто) (11185) 5. Занкт-Зебастіян (2647) 6. Урміц (3441) 7. Вайсентурм (місто) * (9191) |